# Jan Birck
Jan Birck (* 1963 in München) ist ein deutscher Illustrator, Trickfilmkünstler, Cartoonist und CD-ROM-Gestalter.

## Leben
Birck begann nach dem Fachabitur in Gestaltung ein Architekturstudium. Nach dem Abbruch des Studiums arbeitete er als Werbegrafiker und wechselte dann in den Trickfilmbereich, wo er ab 1990 als Hintergrundzeichner arbeitete und 1992 gemeinsam mit Walt Peregoy und Juan Japl als Art Director des Films Die Abenteuer von Pico und Columbus arbeitete. Bei Die furchtlosen Vier war er 1997 als Background Artist tätig. Unter dem Pseudonym Jabo zeichnete er danach Puzzles und Cartoons für den Heye Verlag und verlegte sich anschließend auf die Illustration von Kinderbüchern. Unter anderem illustrierte er die Neuauflage der Serie Knickerbocker-Bande von Thomas Brezina.
Birck schuf im Jahr 2000/2001 das inzwischen bekannte Wilde-Kerle-Design und entwarf die Figuren. Gemeinsam mit Joachim Masannek verwirklichte er dann das Projekt Die Wilden Fußballkerle im Baumhaus Verlag. Es entstanden 13 Bände und drei gemeinsam verlizenzierte Filme, die Joachim Masannek als Regisseur umsetzen konnte. Die Markenzeichen „Die Wilden Kerle“ und „Die Wilden Fußballkerle“ sind im Besitz von Jan Birck und Joachim Masannek.
Birck lebt mit seiner Frau und seinen zwei Söhnen in München.

## Auszeichnungen
Für sein Kinderbuch Geheimagent Morris erhielt er 2004 den Troisdorfer Bilderbuchpreis der Kinderjury.